# Відродженівське
Відродженівське — селище в Україні, у Золочівській селищній громаді Богодухівського району Харківської області. Населення становить 161 осіб.

## Географія
Селом тече Балка Бротониця, нижче за течією на відстані 2 км розташоване село Леміщине. На річці є гребля і ставок.
Село оточене невеликим лісовим масивом (сосна, дуб).

## Історія
12 червня 2020 року, розпорядженням Кабінету Міністрів України № 725-р «Про визначення адміністративних центрів та затвердження територій територіальних громад Харківської області», увійшло до складу Золочівської селищної громади.
19 липня 2020 року, в результаті адміністративно-територіальної реформи та ліквідації Золочівського району, село увійшло до складу Богодухівського району.

## Населення

### Мова
Розподіл населення за рідною мовою за даними перепису 2001 року:
| Мова       | Відсоток |
| ---------- | -------- |
| українська | 97,52%   |
| російська  | 2,48%    |